# Isaiah Firebrace
Isaiah Firebrace, född 21 november 1999 i Moama, är en australisk sångare som vann den åttonde säsongen av den australiska versionen av The X Factor år 2016. Den 7 mars 2017 stod det klart att han skulle representera Australien i Eurovision Song Contest 2017 i Kiev med låten "Don't Come Easy".